# M/Sプロセッシング
M/Sプロセッシング、M/S処理（英:  mid/side processing）とは、ステレオ音声の処理方式の1つで、和信号と差信号によって処理をおこなうものである。
ステレオ音声は通常、左（left；L）と右（right；R）の2チャンネルの信号によって構成される。ここから和信号MをL+Rとして、差信号SをL-Rとして得られる。この和信号Mはモノラル成分であり、差信号Sはステレオ差分成分である。また同形のアルゴリズムでL信号をM+S、R信号をM-Sとして復元できる（ただし2倍に増幅される）。

MS方式マイクと、ミキサーを使ったLRステレオへの変換。パンニングと位相反転スイッチを操作することで、L=M+S、R=M-Sのアルゴリズムを実現している。これはあくまでも模式図であり、回路の仕様によっては、MとSの比は1:1にはならないだろう。

M/S成分でステレオ音声を扱う方式や、L/R成分との変換アルゴリズムは、ステレオマイクロフォンでの単一指向性（M成分）と双指向性（S成分）の組み合わせにまつわる技術として存在し、それらのコンセプトは1934年に英EMIの電子工学者アラン・ブラムレインによって発明された。このマイキングはMS方式と呼ばれ、位相ずれのないM成分（センター／モノラル）を得られ、録音後でもS成分の量の加減によりステレオ音像の広がりを容易に調整でき、放送や映画に用いられてきた。音楽制作などにおいてもステレオ音像を意識したエフェクト処理やマスタリングのために応用される。